# Вирион (НПО)
НПО «Вирион» — российское фармацевтическое предприятие в Томске, филиал ФГУП «НПО по медицинским иммунобиологическим препаратам „Микроген“ МЗ РФ».

## История

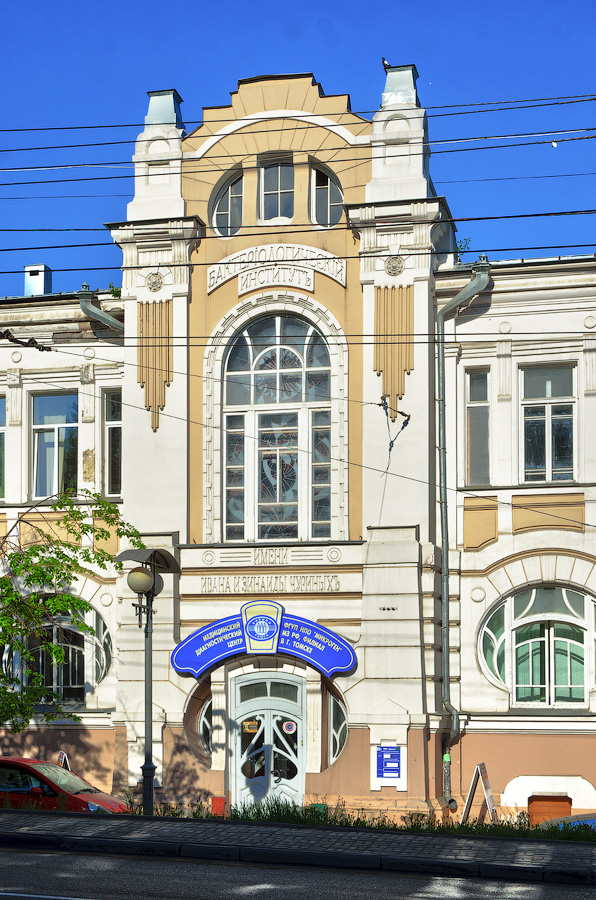

Бактериологический институт имени Ивана и Зинаиды Чуриных открыт в 1906 году при Императорском Томском университете на пожертвования населения (в основном В. Т. Зимина (103466 руб.), который унаследовал их от сестры — З. Т. Чуриной) для борьбы с особо опасными инфекциями. Организатор и первый директор института — Павел Васильевич Бутягин. В 1906 году здесь была выпущена первая вакцина против натуральной оспы.

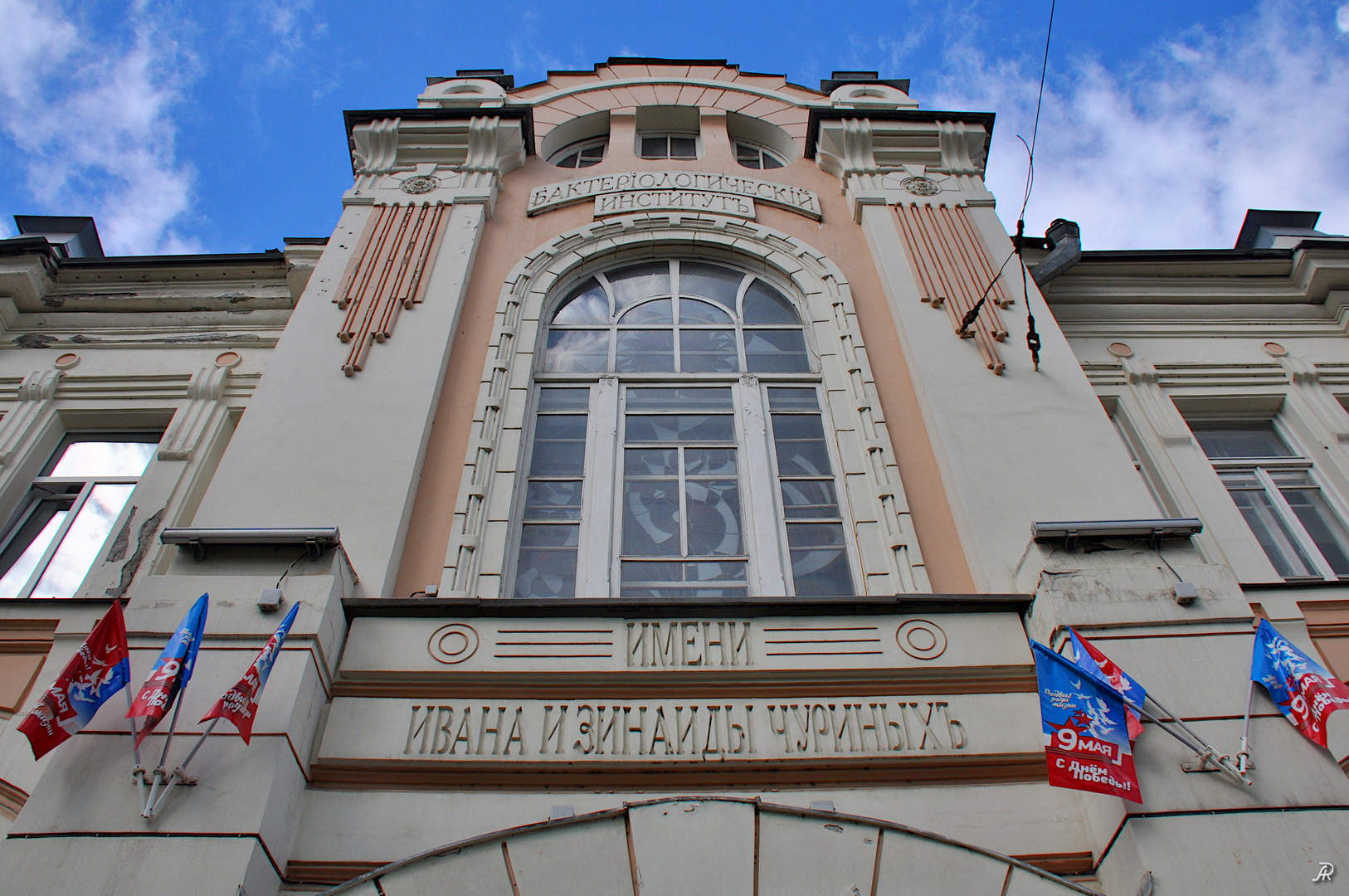

Головное здание института было построено в стиле модерн в 1904 году в центре Томска специально для института ( № 7000151000, проспект Ленина, д. 32).
К 1916 году институт имел три производственных отделения, штат в 7 человек и выпускал 8 различных бактерийных препаратов. Было освоено производство противодизентерийной и противоскарлатинозной сывороток, скарлатинозной вакцины Габричевского, холерной вакцины и брюшнотифозной вакцины. С 1906 по 1920 гг. сотрудниками было опубликовано 39 научных работ.
В 1921 году Бактериологический институт был выведен из структуры университета и передан в прямое подчинение здравоохранению.
В 1934 году переименовывается в Томский институт эпидемиологии и микробиологии (ТИЭМ). В 1939 году ТИЭМ из областного подчинения переводится в систему Наркомздрава РСФСР. Номенклатура бактерийных препаратов — 35 наименований. Численность работающих — 347 человек.
В 1953 г. институт был включен в ведущую группу бактериологических институтов страны, после чего получил название Томского научно-исследовательского института вакцин и сывороток Министерства здравоохранения СССР (ТомНИИВС).
В 1958-1964 годах построен новый производственный комплекс в отдалённом районе города, который до сих пор носит неофициальное имя «БактИн».
К 70-летнему юбилею Томский НИИВС представлял собой крупнейший научно-исследовательский и производственный комплекс на территории Сибири и Дальнего Востока, состоящий из научно-исследовательского института (9 лабораторий), промышленного предприятия по производству бактерийных и вирусных препаратов (22 производственных цеха и отдела) и питомника лабораторных животных «Рассвет». В институте работали более 1100 человек, из них 155 с высшим образованием, 5 докторов и более 40 кандидатов наук.
Огромную роль в развитии и становлении института сыграл научный консультант, академик АМН СССР, профессор С. П. Карпов, который трудился в институте с 1929 года. Он работал научным сотрудником в ряде производственных отделов, с 1935 года — заместителем директора по производству, с 1939 года – заместителем директора по науке, а с 1960 года и до конца жизни – научным консультантом института.

## Руководство
- 1934—1937 — профессор Г. Ф. Вогралик
- С 1937 — В. И. Дешевой
- С 1953 — Борис Георгиевич Трухманов
- Леонид Дмитриевич Быстрицкий
- Ильдар Самикович Нуреев (2005—)
- Вячеслав Батаев
- Евгений Леонидович Быстрицкий (27 марта 2009 года — 1 апреля 2010 года)
- Виталий Петрович Морозов (с 1 апреля 2010 года)

## Профиль
Основной вид деятельности — научные разработки иммунобиологических препаратов.
Предприятие выпускает широкий спектр фармацевтический продукции: иммуноглобулины, вакцины (оспенная, клещевого энцефалита, гонококковая, против гепатита B), препараты для коррекции микрофлоры кишечника (лактобактерин, бифидумбактерин), психотропные препараты, диагностические препараты и другие лекарственные средства.
Численность сотрудников — более 600 человек.
Согласно анализу, проведённому журналом «Ремедиум», НПО «Вирион» вошло в десятку ведущих фармацевтических предприятий страны и занимает первое место среди производителей иммунобиологических препаратов по итогам 2003 года. По итогам 2004 года объём производства «Вириона» составил около 1 млрд. руб., чистая прибыль — 500 млн. руб. В 2003 году решением Минздрава РФ «Вирион» вместе с ещё 11 государственными медико-биологическими предприятиями вошёл в холдинг «Микроген». «Микроген» планирует создание на базе НПО «Вирион» промышленного биотехнологического комплекса. 27 сентября 2005 на Вирионе открылся новый корпус по производству вакцины от оспы.